# Wynental- und Suhrentalbahn
Le Wynental- und Suhrentalbahn (WSB) est une entreprise ferroviaire suisse dont la ligne de 32,2 km est à voie métrique (1 000 mm), reliant Aarau à Schöftland dans la partie argovienne de la vallée du Suhrental, à Menziken dans la vallée du Wynental.
L'entreprise actuelle est née en 1958 de la fusion du Chemin de fer du Wynental (WTB) et du Chemin de fer du Aarau–Schöftland (AS). Pour des raisons de marketing, les trains de la compagnie portent également le logo AAR bus+bahn (AAR), autre compagnie argovienne.
En 2018, le Canton d'Argovie a décidé de fusionner les deux entreprises BDWM Transport AG (BDWM) et Wynental- und Suhrentalbahn (WSB), pour former la nouvelle entité ARA (Aargau Verkehr AG). Les deux entreprises sont détenues majoritairement par le secteur public, en particulier le canton d'Argovie.

## Historique
Dans leurs projets, les deux chemins de fer ont été conçus pour un écartement à voie normale, en espérant pouvoir les prolonger vers Lucerne, ouvrant ainsi une liaison d'Aarau vers la ligne du Gothard. Après de nombreuses luttes sans fin, les habitants des deux vallées argoviennes durent se montrer heureux d'obtenir la réalisation des tramways à voie étroite et de pouvoir ainsi, remplacer les diligences postales, trop lentes et inconfortables.
La ligne Aarau-Schöftland fut mise en exploitation le 20 novembre 1901 et la ligne du Wynental le 1er mai 1904. La construction des lignes se fit en grande partie sur les routes existantes. Depuis lors, l'accroissement de la circulation automobile et l'élargissement des routes par le canton ont naturellement menacé le chemin de fer par un remplacement avec des bus.
Les chemins de fer des vallées subirent un coup dur en 1924 lorsque les autorités décidèrent d'enlever leur terminus commun sur la place de la gare d'Aarau. Cette jonction des deux lignes sera à nouveau réalisée en 1967, avec la construction d'un tunnel long de deux cents mètres vers une nouvelle gare au sud de celle des CFF.
En 2008, un budget de 80 millions de francs suisses a été voté pour permettre l'aménagement d'une voie entre Aarau et Suhr (4,47 km), pour enlever le dernier bout de la voie actuelle du WSB qui se trouve encore sur la route cantonale Aarau-Suhr.
Aujourd'hui, le WSB est un train de banlieue moderne, avec le numéro de ligne S 14 de l'opérateur Aargau Verkehr.

## Matériel roulant ferroviaire
| Matériel roulant    | Type et numéros     | Nbre | Année de construction | Constructeur(s) | Places assises 1re / 2e classe | Remarque(s) | Photo |
| ------------------- | ------------------- | ---- | --------------------- | --------------- | ------------------------------ | ----------- | ----- |
| Automotrices        | ABe 4/8 33-34       | 2    | 1993                  | SWA / SIG / ABB | 12 / 104                       |             |       |
| Automotrices        | ABe 4/8 28-32/35-39 | 10   | 1993                  | SWA / SIG / ABB | 6 / 104                        |             |       |
| Automotrices        | Be 4/4 15-17/19-25  | 3    | 1979                  | SWS / BBC       | 0 / 50                         |             |       |
| Automotrices        | BSe 4/4 116         | 1    | 1901                  |                 | 0 / 33                         |             |       |
| Fourgon automoteur  | De 4/4 6            | 1    | 1945                  | SWS / BBC / WSB | –                              |             |       |
| Fourgon automoteur  | De 4/4 43 / 45      | 2    | 1974                  | SWS / SE / BBC  | –                              |             |       |
| Tracteur électrique | Te 2/2 49           | 1    | 1957                  |                 | –                              |             |       |

Depuis la fin de l'été 2022, la compagnie investit dans la révision et la modernisation des 12 automotrices de type ABe 4/8, dans son atelier de Schöftland. Le premier véhicule rénové est en service depuis janvier 2023. Les changements sont observés dans l'éclairage LED, une amélioration de l'accès par les personnes à mobilité réduite, avec les poussettes. Toute la partie technique a également été 
révisée.
La compagnie Aargau Verkehr a commandé cinq nouvelles automotrices de type Saphir II, ABe 4/8 chez Stadler Rail pour le Wynental et le Suhrentalbahn, avec une mise en service en 2025. Il s'agit de remplacer le matériel ancien Be 4/4 dont les coûts d’entretien deviennent disproportionnés. Ces nouveaux trains sont à deux voitures, pour une longueur de 40 mètres. Ils peuvent être combinés à la série précédente Saphir I, longue de 60 mètres. Cette commande permettra une plus grande flexibilité dans la gestion des capacités en fonction de la demande.

## Galerie

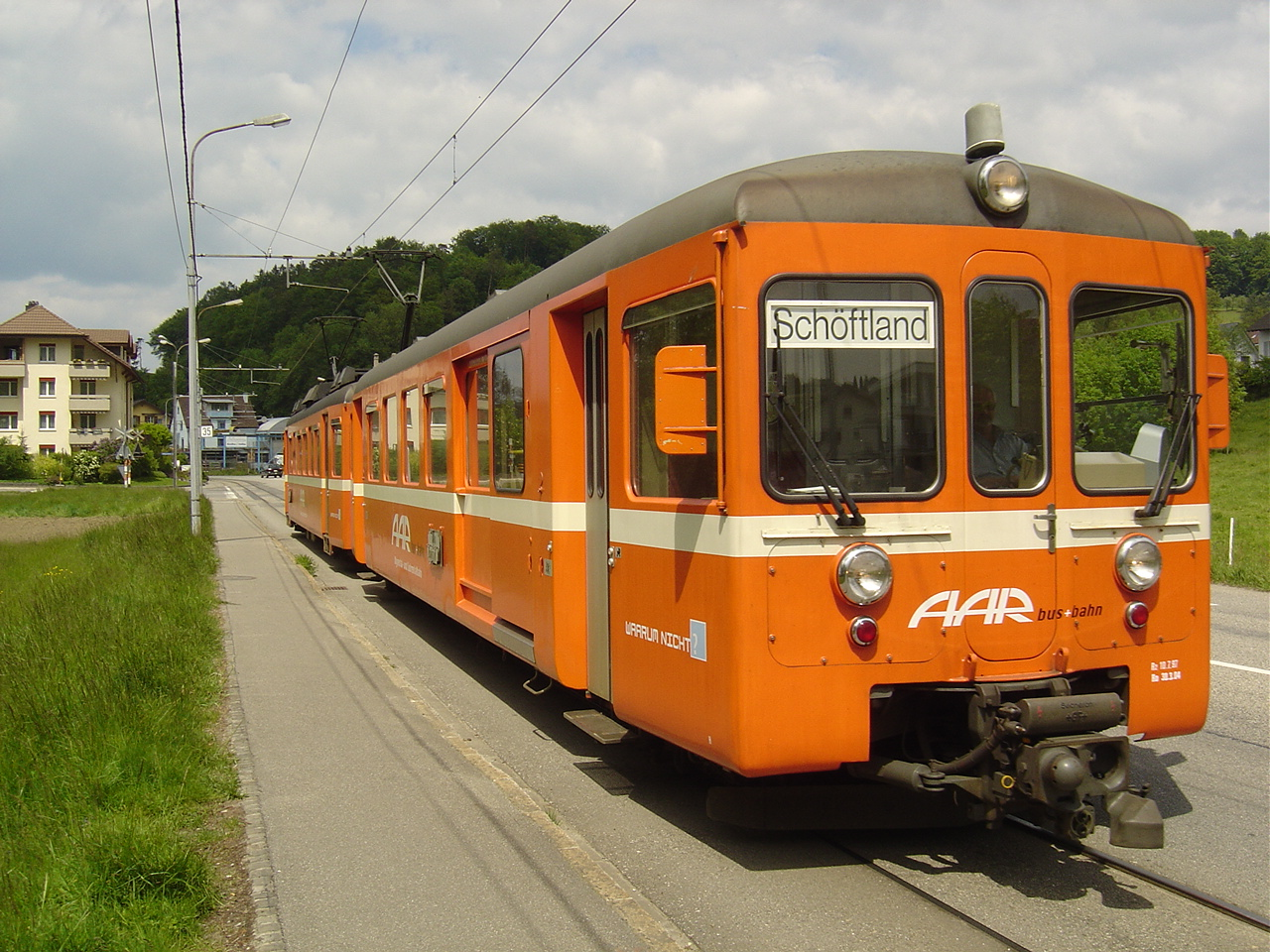
Be 4/4 et sa voiture pilote à Muhen
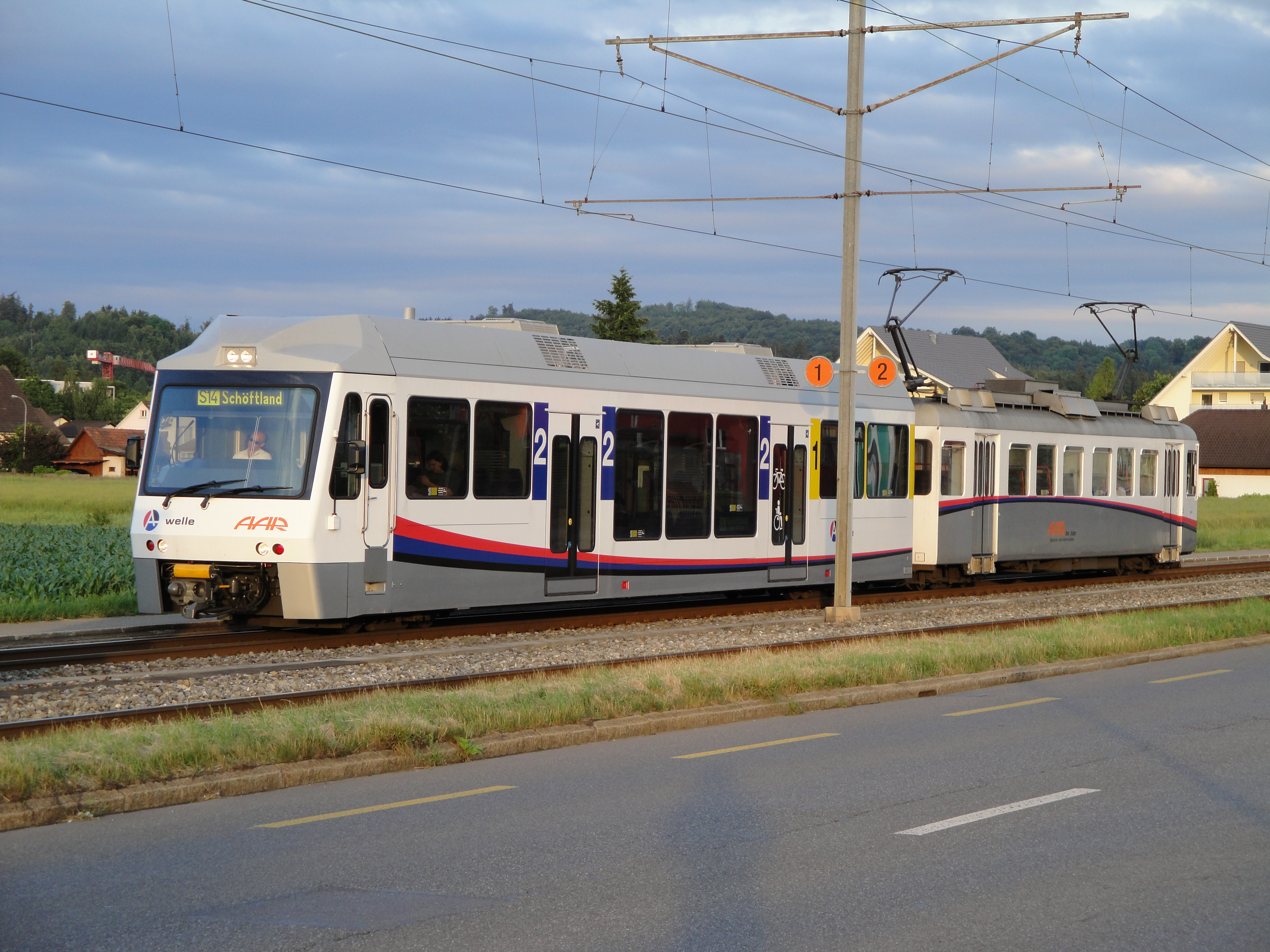
Be 4/4 + ABt entre Aarau et Suhr
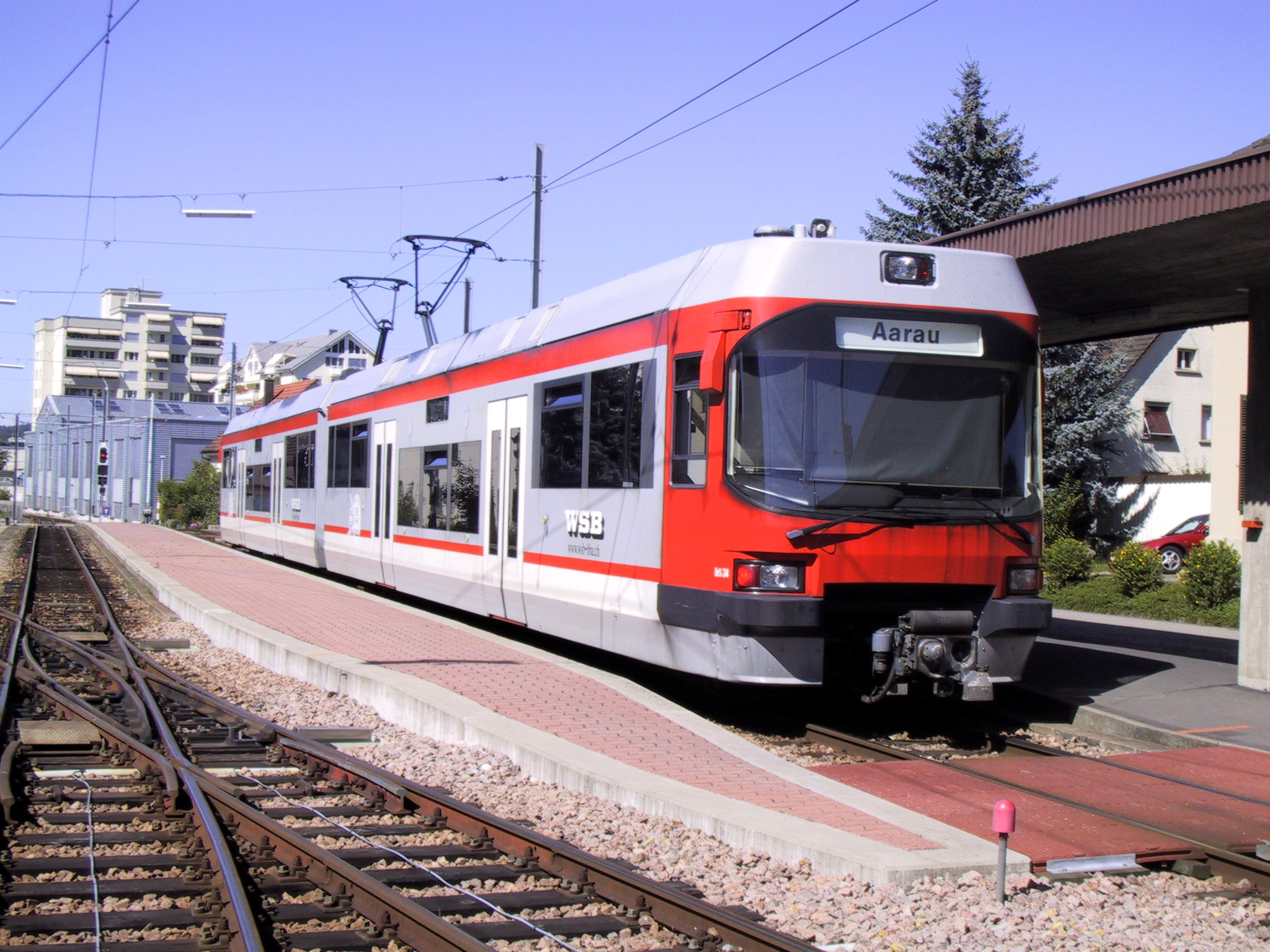
ABe 4/8 à la gare de Aarau
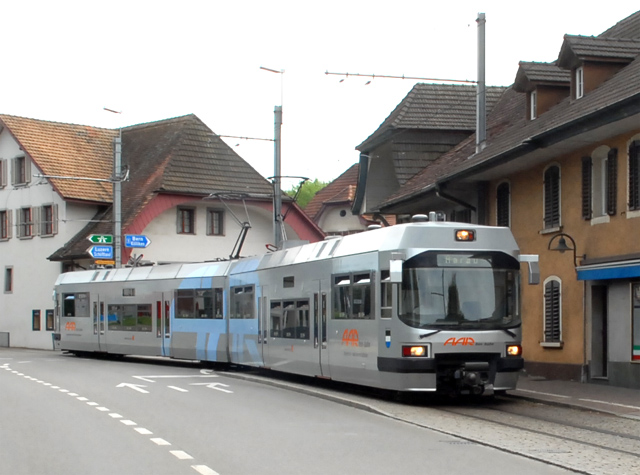
ABe 4/8 30 à Oberentfelden

## Sources